# Callum Morris
Callum Morris (ur. 1 września 1992 w Birkenhead) – irlandzki piłkarz angielskiego pochodzenia, pomocnik, występujący w walijskim klubie Gap Connah’s Quay F.C.